# آرمن رافائلیان
آرمن رافائلیان (انگلیسی: Armen Rafayelyan؛ زادهٔ ۱۰ فوریهٔ ۱۹۷۸) ورزشکار اسکی نمایشی اهل ارمنستان است. وی در بازی‌های المپیک زمستانی ۱۹۹۸ در رشته موگول مردان به رقابت پرداخت.